# 那覇市立銘苅小学校
那覇市立那覇市立銘苅小学校小学校（なはしりつ めかるしょうがっこう）は、沖縄県那覇市銘苅2丁目にある公立小学校。

## 沿革
- 2005年（平成17年）4月 - 開校[1]

## 通学区域と進学先中学校
出典

### 通学区域
- 字銘苅（173番地、179番地～183番地、186番地、188番地～192番地、199番地～229番地、239番地、241番地、266番地～269番地、288番地～294番地、301番地～305番地）
- 銘苅1丁目（全域）
- 銘苅2丁目（全域）
- 銘苅3丁目（1番～7番、10番～23番）
- 首里末吉町3丁目（39番地～47番地、59番地）
- 字古島（1番地～15番地、17番地～20番地、25番地～26番地、28番地～29番地、33番地～34番地）
- おもろまち4丁目（10番～15番、20番～21番）

### 進学先中学校
- 那覇市立安岡中学校（那覇市銘苅） - 銘苅とおもろまちから通う児童の主な進学先
- 那覇市立松島中学校（那覇市古島） - 古島と首里末吉町から通う児童の主な進学先

## アクセス
- 那覇バス10系統牧志新都心線で、「銘苅小学校前」停留所下車。
- 沖縄都市モノレール沖縄都市モノレール線（ゆいレール）古島駅（出口3）から、徒歩約845m・約13分。

## 周辺
- 社会福祉法人報徳福祉会銘苅こども園 - 同一敷地内で、かつ進級前こども園のひとつ。
- 那覇市役所新都心銘苅第2庁舎
  - なは市民協働プラザ
- 那覇市IT創造館
- 那覇市消防本部中央消防署
- 那覇市立新都心公園（沖縄の杜）
- 銘苅墓跡群
- 沖縄県道251号那覇宜野湾線
- 銘苅新都心自治会事務所
- 社会福祉法人報徳福祉会童の城保育園 - 進級前保育園のひとつ。
- 那覇市立安岡中学校 - 主な進学先中学校のひとつ。
- 社会福祉法人郵住協福祉会ガジマル保育園 - 進級前保育園のひとつ。
- マックスバリュ新都心めかる店
- 県営天久高層住宅
  - このほか、民営のマンション・アパートなども点在する。
- アクロスプラザ古島駅前
- 沖縄都市モノレール沖縄都市モノレール線（ゆいレール）古島駅
- 国道330号
- 沖縄県立那覇国際高等学校
- 那覇市立新都心公園